# Larnaca
Larnaka (greacă Λάρνακα) este un oraș situat pe costa sudică a Ciprului, cu o populație de 72.000 de locuitori (în anul 2010). Este, de asemenea, al doilea port comercial al insulei și capitala districtului Larnaca. Principalul aeroport din Cipru se află în apropierea acestui oraș. 

## Istorie
În timpurile vechi Larnaca era cunoscută sub numele de „Kition” sau în latină „Citium”. Numele biblic „Kittim”, deși derivat din „Citium”, a fost de fapt folosit aproape în general pentru Cipru, ca un întreg, și ocazional de către evrei, pentru greci și romani.

## Geografie
Larnaca are o populație de 72.000 locuitori și este al doilea port comercial al insulei și un resort turistic important. În nordul orașului este situată rafinăria de ulei, în timp ce în sudul Larnacăi este situat aeroportul internațional. În apropiere de aeroport se află un lac sărat. Orașul Larnaca este cunoscut pentru plajele pitorești care includ coloane de palmieri.  

## Cultură
Mare parte din activitate este centrată în jurul promenadei orașului pe durata festivalurilor majore. Cel mai important festival pentru orașul Larnaca este festivalul Kataklysmos, sărbătorit la începutul verii, cu o serie de evenimente culturale.

## Sport
Orașul Larnaca este gazda echipelor de fotbal AEK Larnaca FC și ALKI Larnaca FC. Ambele echipe joacă pe stadionul orașului numit GSZ Stadium sau Zenon Stadium. De când partea de nord a Ciprului a fost ocupată de Turcia în 1974, cele 2 echipe ale Famagusta, Anorthosis și Nea Salamina, au stadioane proprii în Larnaca. Larnaca a găzduit finala Campionatului European de Fotbal sub 19 ani în 1998 și finala Campionatului de Fotbal European sub 17 ani din 1992.

## Personalități născute aici
- Anna Vissi (n. 1957), cântăreață greacă.